# John Leeson
John Leeson (nacido en marzo de 1943 en Leicester, Inglaterra, es un actor británico conocido por ser la voz de K-9 en la serie de televisión Doctor Who de 1977 a 1979, y de nuevo entre 1980 y 1981. Volvió a interpretar a K-9 en el episodio de 2006 Reunión escolar y una vez más en el de 2008 El fin del viaje. También interpretó a K-9 en The Sarah Jane Adventures, en la serie K-9 y en el piloto K-9 and Company.

## Inicios
Entrenado en RADA, la carrera de Leeson en teatro y televisión tiene casi medio siglo de duración. Incluye trabajo en repertorio y en producciones de West End, incluyendo Plaza Suite (1969), Flint (1970) y Don't Start Without Me (1971), así como en una gran variedad de sitcoms y dramas de época de los setenta en adelante, incluyendo Dad's Army, Sorry, Rings on Their Fingers, The Barretts of Wimpole Street, Vanity Fair, Shadows of the Noose, Crown Court, Longitude, etc. También hizo una carrera paralela como actor de doblaje.

## Doctor Who y sus spin-offs
Leeson fue contratado para la voz de K-9 en The Invisible Enemy (1977), y al productor Graham Williams le gustó el concepto tanto que tomó la decisión de mantenerle como personaje regular como reclamo para los más espectadores más jóvenes. Tom Baker detestaba el personaje de K-9, pero afortunadamente se llevaba muy bien con Leeson. Este, sin embargo, estaba frustrado con las limitaciones del personaje, y dejó el programa tras la conclusión de la 16.ª temporada en 1978. Sin embargo apareció delante de la cámara como el personaje Dugeen en el serial The Power of Kroll (1978-1979). David Brierly le sustituyó durante cuatro historias (una de las cuales jamás fue completada por una huelga en la BBC) durante el año siguiente. Cuando John Nathan-Turner se convirtió en productor de la serie en la 18.ª temporada en 1980, tentó a Leeson a volver, con la promesa de que el personaje moriría ese año. Aunque al final, el personaje no murió, sino que simplemente se marchó de la serie, Leeson accedió a volver.
Leeson también accedió a volver a dar voz a K-9 en K-9 and Company (1981), un spin-off de Doctor Who que no prosperó tras la emisión de su episodio piloto. En el episodio del 20 aniversario de Doctor Who, The Five Doctors, volvió a aparecer, aunque esta vez en un mero cameo. Después participó en numerosos audiodramas. Volvió a dar voz a K-9 en su regreso en el episodio de 2006 Reunión escolar, al que siguió su cameo en el episodio piloto de The Sarah Jane Adventures. La voz de Leeson también se escuchó en el episodio El fin del viaje. La última vez que Leeson dio voz a K-9 fue en la serie de televisión K-9.
Los trabajos vocales de Leeson en Doctor Who también se extendieron a otros personajes en los seriales The Invisible Enemy y Remembrance of the Daleks.

## Otros trabajos
Otros trabajos incluyen apariciones en Blake's 7, Rainbow y Jigsaw En 2010, John hizo un papel en Rebels Without a Clue.
Más allá del escenario y la pantalla, su voz se escuchó regularmente como locutor de continuidad en Channel 4, donde su tonalidad cálida daba un marcado contraste con la voz de K-9. Muy interesado en la música clásica y en el vino, inició una larga carrera paralela como educador en vino, y es un tutor acreditado de la fundación Wine & Spirit Education, y da conferencias sobre vino en muchas regiones.

## Literatura
John escribió una autobiografía titulada Flight of the Budgerigar, publicada por Hirst Publishing. Ya descatalogada, ha sido sustituida por una versión actualizada y expandida titulada Tweaking the Tail, que será publicada en el verano de 2013, junto con un libro con sus recetas favoritas coleccionadas a lo largo de los años, titulado Dog's Dinners (Las recetas del perro, un juego de palabras con su trabajo como K-9). Un cocinero entusiasta, ha contribuido también en Educated Tastes, editado por Jeremy Strong y publicado por University of Nebraska Press.